# 长沙针毛蕨
长沙针毛蕨（学名：Macrothelypteris oligophlebia var. changshaensis）为金星蕨科针毛蕨属下的一个变种。